# Kepler-66 b
 (mai 2025).
Kepler-66 b est une exoplanète de type Super-Terre en orbite autour de la naine jaune Kepler-66, située à environ 3 923,53 années-lumière de la Terre.

## Caractéristiques physiques
L'exoplanète se distingue par sa masse faible de 0,026 MJ, son rayon compact de 0,25 RJ et sa température élevée de 699 K.

## Orbite
Elle orbite à 0,14  unité astronomique de son étoile, une distance comparable à celle de Vénus dans le système solaire.

## Découverte
L'exoplanète a été découverte par la méthode des transits en 2013.

## Habitabilité
Les conditions d'habitabilité de cette exoplanète ne sont pas déterminées ou ne sont pas connues.